# Орхідометр

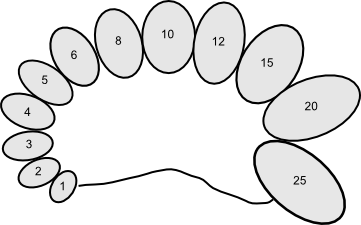
Схематичне зображення орхідометра

Орхідометр (або тестикулометр Прадера) — вимірювальний прилад, який призначений для оцінки об'єму яєчок.
Прилад був придуманий 1966 року швейцарським ендокринологом Андреа Прадером. Орхідометр складається з ланцюжка з дванадцяти пронумерованих дерев'яних або пластикових намистин, розмір яких збільшується від 1 до 25 мілілітрів. Гранули орхідометра порівнюються з яєчками пацієнта, і об'єм зчитується з кульки, яка найбільше відповідає за розміром. Розмір у препубертатний період становить 1-3 мл, у період статевого дозрівання — від 4 мл і вище, а у дорослих — від 12 до 25 мл.
Орхідометр може бути використаний для точного визначення розміру яєчок. Невідповідність розміру яєчка іншим параметрам людини може бути важливим ключем до виявлення різних захворювань. Маленькі яєчка можуть вказувати на первинний чи вторинний гіпогонадизм. Розмір яєчка допоможе відрізнити різні види передчасного статевого дозрівання. Оскільки зростання яєчок, як правило, є першою фізичною ознакою справжнього статевого дозрівання, одним із найпоширеніших застосувань є підтвердження того, що у хлопчика починається затримка статевого дозрівання.
Орхідометри також використовуються для вимірювання об'єму яєчок у баранів.

## Пов'язане поняття
Існують численні клінічні шкали та системи вимірювань для визначення статевих органів як нормальних чоловічих чи жіночих, або «ненормальних», включаючи шкалу Прадера, шкалу Квіглі. і сатиричний Phall-O-Meter.